# Летнее платье (фильм)
«Летнее платье» (фр. Une robe d'été) — короткометражный фильм Франсуа Озона. Фильм был снят в 1996 году во Франции и длится 15 минут.

## Сюжет
Юноша проводит отпуск у моря со своим парнем-любовником. Поссорившись с ним, он едет на велосипеде на пляж, где купается нагишом. Пока он дремлет на песке, к нему подходит девушка и предлагает заняться любовью в роще. Когда парень возвращается на пляж, выясняется, что его одежду украли. Он вынужден возвращаться домой к возлюбленному в платье, которое ему одолжила девушка.

## Кинонаграды
- МКФ в Локарно — приз «Леопард Завтрашнего дня»
- МКФ в Пантэне — приз зрительских симпатий
- МКФ в Мамере, Гренобле, Женеве, Бресте, Дублине
- В 1997 году фильм «Летнее платье» номинировался на премию «Сезар» как лучший короткометражный фильм.

## Музыка
В начале и конце фильма звучит переведённый на французский язык шлягер Сонни Bang-Bang (1968) в исполнении певицы по имени Шейла (Sheila).